# Средиземноморски климат
Средиземноморският климат е климатичен тип в класификацията на Кьопен, означаван със символа Cs. Отличава се от другите типове умерен климат с ниските валежи през лятното полугодие – валежите през най-сухия летен месец са до 30 mm, но не повече от 1/3 от валежите през най-влажния зимен месец.
Освен Средиземноморието, средиземноморският климат обхваща и някои области в западна Южна и Северна Америка и южна Австралия.
Средиземноморският климат в системата на Кьопен съответства на части от субтропичния пояс в класификацията на Алисов.
Съществуват две разклонения на този вид климат – горещ летен средиземноморски климат (Csa) и топъл летен средиземноморски климат (Csb), като разликата е основно в лятната температурна амплитуда.